# Episodi di Bia (prima stagione)
La prima stagione di BIA, in America Latina, è stata divisa in tre parti da venti episodi, la prima andata in prima TV dal 24 giugno al 19 luglio 2019, la seconda dal 19 agosto al 13 settembre 2019 e la terza dal 14 ottobre all'8 novembre 2019. Invece, in Italia, è stata divisa in due parti da 30 episodi, la prima andata in prima TV dal 23 settembre al 1º novembre 2019 e la seconda dal 6 gennaio 2020 al 14 febbraio 2020.
| n°            | Titolo originale                             | Titolo italiano             | Prima TV America Latina | Prima TV Spagna   | Prima TV Italia   | Prima TV Rai Gulp |
| ------------- | -------------------------------------------- | --------------------------- | ----------------------- | ----------------- | ----------------- | ----------------- |
| Prima parte   |                                              |                             |                         |                   |                   |                   |
| 1             | Colorear una Nueva Aventura                  | La grande festa             | 24 giugno 2019          | 16 settembre 2019 | 23 settembre 2019 | 1º giugno 2020    |
| 2             | Sonido de una Melodia                        | Amore a primo udito         | 25 giugno 2019          | 17 settembre 2019 | 24 settembre 2019 | 2 giugno 2020     |
| 3             | Melodias en Sintonia                         | Sogni e misteri             | 26 giugno 2019          | 18 settembre 2019 | 25 settembre 2019 | 3 giugno 2020     |
| 4             | Voces de Uno Solo Corazón                    | Pura Art                    | 27 giugno 2019          | 19 settembre 2019 | 26 settembre 2019 | 4 giugno 2020     |
| 5             | Las dos Partes de una Canción                | Sfida a sorpresa            | 28 giugno 2019          | 23 settembre 2019 | 27 settembre 2019 | 5 giugno 2020     |
| 6             | La Chica de la Voz                           | Una luce che avvolge        | 1º luglio 2019          | 24 settembre 2019 | 30 settembre 2019 | 6 giugno 2020     |
| 7             | Corazones Confusos                           | Un diabolico piano          | 2 luglio 2019           | 25 settembre 2019 | 1º ottobre 2019   | 7 giugno 2020     |
| 8             | La Bicicleta de Bia                          | Stratagemmi del cuore       | 3 luglio 2019           | 26 settembre 2019 | 2 ottobre 2019    | 8 giugno 2020     |
| 9             | Video Secreto                                | Amori impossibili           | 4 luglio 2019           | 30 settembre 2019 | 3 ottobre 2019    | 9 giugno 2020     |
| 10            | Mal Entendido                                | Una lettera inaspettata     | 5 luglio 2019           | 1º ottobre 2019   | 4 ottobre 2019    | 10 giugno 2020    |
| 11            | Mala Repercusión                             | Con me o contro di me       | 8 luglio 2019           | 2 ottobre 2019    | 7 ottobre 2019    | 11 giugno 2020    |
| 12            | El Video de Carmín                           | Hater professionista        | 9 luglio 2019           | 3 ottobre 2019    | 8 ottobre 2019    | 12 giugno 2020    |
| 13            | #StopBiaHater                                | La rimonta di Alex          | 10 luglio 2019          | 7 ottobre 2019    | 9 ottobre 2019    | 13 giugno 2020    |
| 14            | La Cobra Ataca Novamente                     | Il passato ritorna          | 11 luglio 2019          | 8 ottobre 2019    | 10 ottobre 2019   | 14 giugno 2020    |
| 15            | La Vida te Devuelve                          | La coppia diabolica         | 12 luglio 2019          | 9 ottobre 2019    | 11 ottobre 2019   | 15 giugno 2020    |
| 16            | Talento Bia                                  | Segreti e bugie             | 15 luglio 2019          | 10 ottobre 2019   | 14 ottobre 2019   | 16 giugno 2020    |
| 17            | Remover con el Pasado                        | Bugie                       | 16 luglio 2019          | 14 ottobre 2019   | 15 ottobre 2019   | 17 giugno 2020    |
| 18            | El Proximo Paso                              | Una questione di famiglia   | 17 luglio 2019          | 15 ottobre 2019   | 16 ottobre 2019   | 18 giugno 2020    |
| 19            | ¿Es solo Interés?                            | Amari dolci ricordi         | 18 luglio 2019          | 16 ottobre 2019   | 17 ottobre 2019   | 19 giugno 2020    |
| 20            | Cuéntales                                    | Una canzone per Bia         | 19 luglio 2019          | 17 ottobre 2019   | 18 ottobre 2019   | 20 giugno 2020    |
| Seconda parte |                                              |                             |                         |                   |                   |                   |
| 21            | Conflictos Familiares                        | Capuleti e Montecchi        | 19 agosto 2019          | 21 ottobre 2019   | 21 ottobre 2019   | 21 giugno 2020    |
| 22            | Amor Imposible                               | Progetti sospesi            | 20 agosto 2019          | 22 ottobre 2019   | 22 ottobre 2019   | 22 giugno 2020    |
| 23            | La Canción Inacabada                         | La canzone di Helena        | 21 agosto 2019          | 23 ottobre 2019   | 23 ottobre 2019   | 23 giugno 2020    |
| 24            | Propuesta tentadora                          | Un amore inevitabile        | 22 agosto 2019          | 24 ottobre 2019   | 24 ottobre 2019   | 24 giugno 2020    |
| 25            | Pensamientos Mal Entendidos                  | Tris di cuori               | 23 agosto 2019          | 28 ottobre 2019   | 25 ottobre 2019   | 25 giugno 2020    |
| 26            | Cuatro Corazones En Una Canción              | Baci da sconosciuti         | 26 agosto 2019          | 29 ottobre 2019   | 28 ottobre 2019   | 26 giugno 2020    |
| 27            | Encuentros Ocultos                           | Segreto                     | 27 agosto 2019          | 30 ottobre 2019   | 29 ottobre 2019   | 27 giugno 2020    |
| 28            | Los Tonos de Una Amenaza                     | Senza morale                | 28 agosto 2019          | 4 novembre 2019   | 30 ottobre 2019   | 28 giugno 2020    |
| 29            | Si Un Camino Se Cierra, Otro Siempre Se Abre | Il ricatto                  | 29 agosto 2019          | 5 novembre 2019   | 31 ottobre 2019   | 29 giugno 2020    |
| 30            | Tu Color Para Pintar                         | Il primo bacio              | 30 agosto 2019          | 6 novembre 2019   | 1º novembre 2019  | 30 giugno 2020    |
| 31            | Cerca de Mí                                  | La verità                   | 2 settembre 2019        | 7 novembre 2019   | 6 gennaio 2020    | 1º luglio 2020    |
| 32            | Verdades Ocultas                             | Il foulard dorato           | 3 settembre 2019        | 11 novembre 2019  | 7 gennaio 2020    | 2 luglio 2020     |
| 33            | Rastros de un Pañuelo Dorado                 | Chi è Ana?                  | 4 settembre 2019        | 12 novembre 2019  | 8 gennaio 2020    | 3 luglio 2020     |
| 34            | De El Odio No Sale Nada Bueno                | Assassina                   | 5 settembre 2019        | 13 novembre 2019  | 9 gennaio 2020    | 4 luglio 2020     |
| 35            | Ahogados en Sentimientos                     | La battaglia dei Carminuras | 6 settembre 2019        | 14 novembre 2019  | 10 gennaio 2020   | 5 luglio 2020     |
| 36            | Caminos Divididos                            | Amori in crisi              | 9 settembre 2019        | 18 novembre 2019  | 13 gennaio 2020   | 6 luglio 2020     |
| 37            | Lejos, Sin Querer                            | La verità in una canzone    | 10 settembre 2019       | 19 novembre 2019  | 14 gennaio 2020   | 7 luglio 2020     |
| 38            | La Esperanza es Lo Último que Se Pierde      | Ritorno a casa              | 11 settembre 2019       | 20 novembre 2019  | 15 gennaio 2020   | 8 luglio 2020     |
| 39            | La Música Puede Unirnos                      | Una canzone da finire       | 12 settembre 2019       | 21 novembre 2019  | 16 gennaio 2020   | 9 luglio 2020     |
| 40            | Penas de Un Primer Amor                      | Il bacio in streaming       | 13 settembre 2019       | 25 novembre 2019  | 17 gennaio 2020   | 10 luglio 2020    |
| Terza parte   |                                              |                             |                         |                   |                   |                   |
| 41            | Beso Inesperado                              | Le audizioni                | 14 ottobre 2019         | 26 novembre 2019  | 20 gennaio 2020   | 11 luglio 2020    |
| 42            | Las Huellas de La Tristeza                   | Ognuno per la sua strada    | 15 ottobre 2019         | 27 novembre 2019  | 21 gennaio 2020   | 12 luglio 2020    |
| 43            | Cada Sentimiento Brillará por Ti             | Un sentimento troppo forte  | 16 ottobre 2019         | 28 novembre 2019  | 22 gennaio 2020   | 13 luglio 2020    |
| 44            | La Inspiración A Nuestro Alrededor           | Un ritratto per Helena      | 17 ottobre 2019         | 2 dicembre 2019   | 23 gennaio 2020   | 14 luglio 2020    |
| 45            | Trampas en Nuestro Camino                    | Tempo di confessioni        | 18 ottobre 2019         | 3 dicembre 2019   | 24 gennaio 2020   | 15 luglio 2020    |
| 46            | La Conspiración Contra Nosotros              | Una ballerina diversa       | 21 ottobre 2019         | 4 dicembre 2019   | 27 gennaio 2020   | 16 luglio 2020    |
| 47            | Las Cartas Que Me Llevan A Ti                | Un nuovo amore per Victor   | 22 ottobre 2019         | 10 dicembre 2019  | 28 gennaio 2020   | 17 luglio 2020    |
| 48            | Por Ti No Me Detendré                        | Calle e Poché               | 23 ottobre 2019         | 11 dicembre 2019  | 29 gennaio 2020   | 18 luglio 2020    |
| 49            | El Estilo De Una Proposición Astuta          | La rivincita di Daisy       | 24 ottobre 2019         | 12 dicembre 2019  | 30 gennaio 2020   | 19 luglio 2020    |
| 50            | Me Dejaré Llevar                             | Sono come sono              | 25 ottobre 2019         | 16 dicembre 2019  | 31 gennaio 2020   | 20 luglio 2020    |
| 51            | La Actitud Que Nos Lleva                     | Maninha                     | 28 ottobre 2019         | 17 dicembre 2019  | 3 febbraio 2020   | 21 luglio 2020    |
| 52            | Al Ritmo De Nuestro Corazón                  | La ricevuta di Helena       | 29 ottobre 2019         | 18 dicembre 2019  | 4 febbraio 2020   | 22 luglio 2020    |
| 53            | Nadie Es Responsable de Lo Que Sientes       | Essere se stessi            | 30 ottobre 2019         | 19 dicembre 2019  | 5 febbraio 2020   | 23 luglio 2020    |
| 54            | Una Cancion Que Nos Conecta                  | Vicino alla verità          | 31 ottobre 2019         | 23 dicembre 2019  | 6 febbraio 2020   | 24 luglio 2020    |
| 55            | #SoyComoSoy                                  | Senza confini               | 1º novembre 2019        | 25 dicembre 2019  | 7 febbraio 2020   | 25 luglio 2020    |
| 56            | Ilusión de Esperanzas                        | Illusioni e disillusioni    | 4 novembre 2019         | 26 dicembre 2019  | 10 febbraio 2020  | 26 luglio 2020    |
| 57            | Nada Fue Como Esperábamos                    | Torno a vivere a Madrid     | 5 novembre 2019         | 30 dicembre 2019  | 11 febbraio 2020  | 27 luglio 2020    |
| 58            | BeU tu Vida                                  | Un lucchetto per la vita    | 6 novembre 2019         | 31 dicembre 2019  | 12 febbraio 2020  | 28 luglio 2020    |
| 59            | Si Tu Estás Conmigo                          | Be You                      | 7 novembre 2019         | 1º gennaio 2020   | 13 febbraio 2020  | 29 luglio 2020    |
| 60            | Si Vuelvo a Nacer                            | Amore inevitabile           | 8 novembre 2019         | 2 gennaio 2020    | 14 febbraio 2020  | 30 luglio 2020    |

## La grande festa
Bia partecipa alla festa del Fundom, la comunità artistica per giovani talentuosi e al termine della serata si mette a cantare nel bagno, pensando che nessuno la stia ascoltando...

## Amore a primo udito
Manuel cerca di scoprire chi è la ragazza che cantava nel bagno, ma per colpa di Alex non ci riesce. Intanto, Bia deve dipingere un murale per la terrazza del Fundom.

## Sogni e misteri
Jhon è interessato a Celeste, mentre Daisy non ha occhi che per lui. Intanto, Ana continua a ricordare cose del passato e Bia scopre che Manuel l'ha sentita cantare nel bagno.

## Pura Art
Mentre Bia e le sue amiche sono alla ricerca di idee per il video che devono girare, Carmin e Marcos sono preoccupati perché i like di Richard stanno diminuendo.

## Sfida a sorpresa
Jazmin presenta Art, la nuova sezione del Channel, annunciando una sfida per decidere quale video sara' presentato per primo. Intanto, Alex si avvicina a Bia.

## Una luce che avvolge
Manuel scopre finalmente che è Bia la ragazza che cantava nel bagno. Intanto, Daisy è fuori di sé dalla gioia quando Celeste le dice di non essere interessata a Jhon.

## Un diabolico piano
Alex dice a Manuel di essere ancora interessato a Bia, e nel frattempo escogita un piano per avvicinarsi a lei e sembrare un eroe ai suoi occhi.

## Stratagemmi del cuore
Mentre Bia ringrazia Alex per aver salvato la sua bici, Manuel rimprovera Alex di averla ingannata. Più tardi, Bia e le sue amiche parlano di Alex, ma qualcuno registra...

## Amori impossibili
Mara cerca di chiarire le cose con Manuel e si scusa, ma lui se ne va. Intanto, Bia dice ad Alex di non essere interessata a lui e che la loro è solo amicizia.

## Una lettera inaspettata
Alex è furioso, ha infatti scoperto che il Cobra ha postato un video nel quale Bia parla dei suoi sentimenti per lui con Manuel. Intanto, Manuel invia la canzone ad Ana.

## Con me o contro di me
Alex vuole impedire a Manuel di parlare con Bia. Daisy e Jhon iniziano invece a frequentarsi, mentre Thiago propone a Pietro di organizzare una masterclass di cucina.

## Hater professionista
Mentre Chiara chiede aiuto alle amiche, Daisy chiede a Pietro di insegnarle a usare un drone, ma lo rompe. Intanto, Manuel e Victor parlano di Bia.

## La rimonta di Alex
Mariano e Alice parlano dell'opportunita' di accettare l'accordo con i discografici, ma Mariano ha ancora dei dubbi. Intanto, Guillermo e Marcos vogliono scoprire chi è il Cobra.

## Il passato ritorna
Antonio decide di non dire a Victor che cancellera' il contratto con la casa discografica e Alex e' d'accordo. Nel mentre, Daisy è felice del suo rapporto con Jhon.

## La coppia diabolica
Alex posta un video che danneggia Bia quando lei sta ancora sopportando i contraccolpi del video del Cobra. Intanto, Pietro si prepara per la masterclass.